# 辛西亞·奧貢塞米洛蕾
辛西亞·奧貢塞米洛蕾（英語：Cynthia Ogunsemilore，2002年5月14日—）是一名奈及利亞女子拳擊運動員。她參加了2022年大英國協運動會拳擊比賽，贏得一枚銅牌。她也曾参加2023年非洲运动会，赢得一枚金牌。